# Parascalaphus oreobius
Parascalaphus oreobius là một loài côn trùng trong họ Ascalaphidae thuộc bộ Neuroptera. Loài này được Martynova miêu tả năm 1926.